# Edinburghshire (circonscription du Parlement d'Écosse)
Avant les Actes d'Union de 1707, les barons du Sheriffdom d'Edinburgh (aussi appelé "Edinburgh principal" pour le distinguer d'"Edinburgh within the constabulary of Haddington"et désormais connu sous le nom de Midlothian) élisaient des commissaires pour les représenter au Parlement monocaméral d'Écosse et à la Convention des États. Le nombre de commissaires est passé de deux à quatre en 1690.
Après 1708, l'Edinburghshire a envoyé un membre à la Chambre des communes de Grande-Bretagne et plus tard à la Chambre des communes du Royaume-Uni.

## Liste des commissaires du comté
- 1594: James Foulis de Colinton[1]

| Parlement ou Convention | Commissaires                                                                                                  | Commissaires                                                         | Commissaires                                                                                                  | Commissaires                                                                                                  | Commissaires                                                                                                  | Commissaires                                                        | Commissaires                                                | Commissaires                                             | Commissaires                                             | Commissaires                                             | Commissaires                                             | Commissaires                                             |
| --- | --- | -------------------------------------------------------------------- | --- | --- | --- | ------------------------------------------------------------------- | ----------------------------------------------------------- | -------------------------------------------------------- | -------------------------------------------------------- | -------------------------------------------------------- | -------------------------------------------------------- | -------------------------------------------------------- |
| Parlement 12–13 octobre 1612 | Sir James Foulis de Colinton                                                                                  | Sir James Foulis de Colinton                                         | Sir James Foulis de Colinton                                                                                  | Sir James Foulis de Colinton                                                                                  | Sir James Foulis de Colinton                                                                                  | Sir James Foulis de Colinton                                        | Sir James Dundas d'Arniston                                 | Sir James Dundas d'Arniston                              | Sir James Dundas d'Arniston                              | Sir James Dundas d'Arniston                              | Sir James Dundas d'Arniston                              | Sir James Dundas d'Arniston                              |
| Convention 7 mars 1617 | Sir George Ramsay de Dalhousie                                                                                | Sir George Ramsay de Dalhousie                                       | Sir George Ramsay de Dalhousie                                                                                | Sir George Ramsay de Dalhousie                                                                                | Sir George Ramsay de Dalhousie                                                                                | Sir George Ramsay de Dalhousie                                      | James Richardson de Smeton                                  | James Richardson de Smeton                               | James Richardson de Smeton                               | James Richardson de Smeton                               | James Richardson de Smeton                               | James Richardson de Smeton                               |
| Parlement 27 mai–28 juin 1617 | Sir George Ramsay de Dalhousie                                                                                | Sir George Ramsay de Dalhousie                                       | Sir George Ramsay de Dalhousie                                                                                | Sir George Ramsay de Dalhousie                                                                                | Sir George Ramsay de Dalhousie                                                                                | Sir George Ramsay de Dalhousie                                      | James Richardson de Smeton                                  | James Richardson de Smeton                               | James Richardson de Smeton                               | James Richardson de Smeton                               | James Richardson de Smeton                               | James Richardson de Smeton                               |
| Convention 25–26 janvier 1621 | rien | rien                                                                 | rien | rien | rien | rien                                                                | rien                                                        | rien                                                     | rien                                                     | rien                                                     | rien                                                     | rien                                                     |
| Parlement 1 juin–4 aout 1621 | Sir Alexander Lauder de Haltoun                                                                               | Sir Alexander Lauder de Haltoun                                      | Sir Alexander Lauder de Haltoun                                                                               | Sir Alexander Lauder de Haltoun                                                                               | Sir Alexander Lauder de Haltoun                                                                               | Sir Alexander Lauder de Haltoun                                     | David Crichton de Lugton,                                   | David Crichton de Lugton,                                | David Crichton de Lugton,                                | David Crichton de Lugton,                                | David Crichton de Lugton,                                | David Crichton de Lugton,                                |
| Convention 27 octobre–2 novembre 1625 | Sir George Forrester de Corstorphine                                                                          | Sir George Forrester de Corstorphine                                 | Sir George Forrester de Corstorphine                                                                          | Sir George Forrester de Corstorphine                                                                          | Sir George Forrester de Corstorphine                                                                          | Sir George Forrester de Corstorphine                                | Sir James Dundas de Arniston                                | Sir James Dundas de Arniston                             | Sir James Dundas de Arniston                             | Sir James Dundas de Arniston                             | Sir James Dundas de Arniston                             | Sir James Dundas de Arniston                             |
| Parlement 15 septembre 1628 – 28 juin 1633 | Sir George Forrester de Corstorphine                                                                          | Sir George Forrester de Corstorphine                                 | Sir George Forrester de Corstorphine                                                                          | Sir George Forrester de Corstorphine                                                                          | Sir George Forrester de Corstorphine                                                                          | Sir George Forrester de Corstorphine                                | Patrick Hamilton de Little Preston                          | Patrick Hamilton de Little Preston                       | Patrick Hamilton de Little Preston                       | Patrick Hamilton de Little Preston                       | Patrick Hamilton de Little Preston                       | Patrick Hamilton de Little Preston                       |
| Convention 28 juillet–7 aout 1630 | Sir James Makgill de Cranstoun Riddell                                                                        | Sir James Makgill de Cranstoun Riddell                               | Sir James Makgill de Cranstoun Riddell                                                                        | Sir James Makgill de Cranstoun Riddell                                                                        | Sir James Makgill de Cranstoun Riddell                                                                        | Sir James Makgill de Cranstoun Riddell                              | James Richardson de Smeton                                  | James Richardson de Smeton                               | James Richardson de Smeton                               | James Richardson de Smeton                               | James Richardson de Smeton                               | James Richardson de Smeton                               |
| Parlement 15 Mmai 1639 – 17 novembre 1641 | Sir David Crichton de Lugton                                                                                  | Sir David Crichton de Lugton                                         | Sir David Crichton de Lugton                                                                                  | Sir David Crichton de Lugton                                                                                  | Sir David Crichton de Lugton                                                                                  | Sir David Crichton de Lugton                                        | Sir John Wauchope de Niddrie                                | Sir John Wauchope de Niddrie                             | Sir John Wauchope de Niddrie                             | Sir John Wauchope de Niddrie                             | Sir John Wauchope de Niddrie                             | Sir John Wauchope de Niddrie                             |
| Convention 22 juin 1643 – 3 juin 1644 | Sir Archibald Johnston de Warriston                                                                           | Sir Archibald Johnston de Warriston                                  | Sir Archibald Johnston de Warriston                                                                           | Sir Archibald Johnston de Warriston                                                                           | Sir Archibald Johnston de Warriston                                                                           | Sir Archibald Johnston de Warriston                                 | George Winram of Liberton                                   | George Winram of Liberton                                | George Winram of Liberton                                | George Winram of Liberton                                | George Winram of Liberton                                | George Winram of Liberton                                |
| Convention 22 juin 1643 – 3 juin 1644 | Sir Patrick Hamilton de Preston (à partir de April 1644)                                                      | Sir Patrick Hamilton de Preston (à partir de April 1644)             | Sir Patrick Hamilton de Preston (à partir de April 1644)                                                      | Sir Patrick Hamilton de Preston (à partir de April 1644)                                                      | Sir Patrick Hamilton de Preston (à partir de April 1644)                                                      | Sir Patrick Hamilton de Preston (à partir de April 1644)            | Sir John Wauchope de Niddrie (à partir de 10 April 1644)    | Sir John Wauchope de Niddrie (à partir de 10 April 1644) | Sir John Wauchope de Niddrie (à partir de 10 April 1644) | Sir John Wauchope de Niddrie (à partir de 10 April 1644) | Sir John Wauchope de Niddrie (à partir de 10 April 1644) | Sir John Wauchope de Niddrie (à partir de 10 April 1644) |
| Parlement 4 juin 1644 – 27 mars 1647 | Sir Archibald Johnston de Warriston                                                                           | Sir Archibald Johnston de Warriston                                  | Sir Archibald Johnston de Warriston                                                                           | Sir Archibald Johnston de Warriston                                                                           | Sir Archibald Johnston de Warriston                                                                           | Sir Archibald Johnston de Warriston                                 | Sir Patrick Hamilton of Preston                             | Sir Patrick Hamilton of Preston                          | Sir Patrick Hamilton of Preston                          | Sir Patrick Hamilton of Preston                          | Sir Patrick Hamilton of Preston                          | Sir Patrick Hamilton of Preston                          |
| Parlement 4 juin 1644 – 27 mars 1647 | Sir Archibald Johnston de Warriston                                                                           | Sir Archibald Johnston de Warriston                                  | Sir Archibald Johnston de Warriston                                                                           | Sir Archibald Johnston de Warriston                                                                           | Sir Archibald Johnston de Warriston                                                                           | Sir Archibald Johnston de Warriston                                 | George Winram de Liberton (à partir de janvier 1645)        |                                                          |                                                          |                                                          |                                                          |                                                          |
| Parlement 4 juin 1644 – 27 mars 1647 | Sir Archibald Johnston de Warriston                                                                           | Sir Archibald Johnston de Warriston                                  | Sir Archibald Johnston de Warriston                                                                           | Sir Archibald Johnston de Warriston                                                                           | Sir Archibald Johnston de Warriston                                                                           | Sir Archibald Johnston de Warriston                                 | Sir James Foulis de Colinton (à partir de 26 novembre 1645) |                                                          |                                                          |                                                          |                                                          |                                                          |
| Parlement 2 mars 1648 – 6 juin 1651 | Sir James Foulis de Colinton,                                                                                 | Sir James Foulis de Colinton,                                        | Sir James Foulis de Colinton,                                                                                 | Sir James Foulis de Colinton,                                                                                 | Sir James Foulis de Colinton,                                                                                 | Sir James Foulis de Colinton,                                       | Sir James Dundas de Arniston,                               | Sir James Dundas de Arniston,                            | Sir James Dundas de Arniston,                            | Sir James Dundas de Arniston,                            | Sir James Dundas de Arniston,                            | Sir James Dundas de Arniston,                            |
| Parlement 2 mars 1648 – 6 juin 1651 | Sir Archibald Johnston de Warriston (à partir de 4 janvier 1649),                                             | Sir Archibald Johnston de Warriston (à partir de 4 janvier 1649),    | Sir Archibald Johnston de Warriston (à partir de 4 janvier 1649),                                             | Sir Archibald Johnston de Warriston (à partir de 4 janvier 1649),                                             | Sir Archibald Johnston de Warriston (à partir de 4 janvier 1649),                                             | Sir Archibald Johnston de Warriston (à partir de 4 janvier 1649),   | George Winram of Liberton (à partir de 4 janvier 1649),     | George Winram of Liberton (à partir de 4 janvier 1649),  | George Winram of Liberton (à partir de 4 janvier 1649),  | George Winram of Liberton (à partir de 4 janvier 1649),  | George Winram of Liberton (à partir de 4 janvier 1649),  | George Winram of Liberton (à partir de 4 janvier 1649),  |
| Parlement 2 mars 1648 – 6 juin 1651 | Sir John Wauchope de Niddrie                                                                                  |                                                                      | | | |                                                                     | George Winram of Liberton (à partir de 4 janvier 1649),     | George Winram of Liberton (à partir de 4 janvier 1649),  | George Winram of Liberton (à partir de 4 janvier 1649),  | George Winram of Liberton (à partir de 4 janvier 1649),  | George Winram of Liberton (à partir de 4 janvier 1649),  | George Winram of Liberton (à partir de 4 janvier 1649),  |
| Parlement 2 mars 1648 – 6 juin 1651 | Sir James Foulis de Colinton (à partir de 1651)                                                               | Sir James Foulis de Colinton (à partir de 1651)                      | Sir James Foulis de Colinton (à partir de 1651)                                                               | Sir James Foulis de Colinton (à partir de 1651)                                                               | Sir John Wauchope de Niddrie                                                                                  | Sir John Wauchope de Niddrie                                        | Sir John Wauchope de Niddrie                                | Sir John Wauchope de Niddrie                             | Sir William Scott de Clerkington (à partir de 1651)      | Sir William Scott de Clerkington (à partir de 1651)      | Sir William Scott de Clerkington (à partir de 1651)      | Sir William Scott de Clerkington (à partir de 1651)      |
| Pendant le Commonwealth d'Angleterre, d'Écosse et d'Irlande, le sheriffdom de Midlothian était représenté par un Membre du Parlement du Parlement du Protectorate à Westminster. | |                                                                      | | | |                                                                     |                                                             |                                                          |                                                          |                                                          |                                                          |                                                          |
| Parlement 3 septembre 1654 – 22 janvier 1655 | George Smith                                                                                                  | George Smith                                                         | George Smith                                                                                                  | George Smith                                                                                                  | George Smith                                                                                                  | George Smith                                                        | George Smith                                                | George Smith                                             | George Smith                                             | George Smith                                             | George Smith                                             | George Smith                                             |
| Parlement 17 septembre 1656 – 4 février 1658 | Samuel Desborough                                                                                             | Samuel Desborough                                                    | Samuel Desborough                                                                                             | Samuel Desborough                                                                                             | Samuel Desborough                                                                                             | Samuel Desborough                                                   | Samuel Desborough                                           | Samuel Desborough                                        | Samuel Desborough                                        | Samuel Desborough                                        | Samuel Desborough                                        | Samuel Desborough                                        |
| Parlement 27 janvier–22 avril 1659 | Samuel Desborough                                                                                             | Samuel Desborough                                                    | Samuel Desborough                                                                                             | Samuel Desborough                                                                                             | Samuel Desborough                                                                                             | Samuel Desborough                                                   | Samuel Desborough                                           | Samuel Desborough                                        | Samuel Desborough                                        | Samuel Desborough                                        | Samuel Desborough                                        | Samuel Desborough                                        |
| Après la Restauration, le Parlement d'Écosse fut de nouveau convoqué pour se réunir à Édimbourg.                                                                                 | |                                                                      | | | |                                                                     |                                                             |                                                          |                                                          |                                                          |                                                          |                                                          |
| Parlement 1 janvier 1661 – 9 octobre 1663 | Sir James Foulis de Colinton                                                                                  | Sir James Foulis de Colinton                                         | Sir James Foulis de Colinton                                                                                  | Sir James Foulis de Colinton                                                                                  | Sir James Foulis de Colinton                                                                                  | Sir James Foulis de Colinton                                        | Sir John Gilmour de Craigmillar                             | Sir John Gilmour de Craigmillar                          | Sir John Gilmour de Craigmillar                          | Sir John Gilmour de Craigmillar                          | Sir John Gilmour de Craigmillar                          | Sir John Gilmour de Craigmillar                          |
| Convention 2–4 aout 1665 | Sir John Gilmour de Craigmillar                                                                               | Sir John Gilmour de Craigmillar                                      | Sir John Gilmour de Craigmillar                                                                               | Sir John Gilmour de Craigmillar                                                                               | Sir John Gilmour de Craigmillar                                                                               | Sir John Gilmour de Craigmillar                                     | Sir James Foulis de Colinton                                | Sir James Foulis de Colinton                             | Sir James Foulis de Colinton                             | Sir James Foulis de Colinton                             | Sir James Foulis de Colinton                             | Sir James Foulis de Colinton                             |
| Convention 9–23 January 1667 | Sir John Gilmour de Craigmillar                                                                               | Sir John Gilmour de Craigmillar                                      | Sir John Gilmour de Craigmillar                                                                               | Sir John Gilmour de Craigmillar                                                                               | Sir John Gilmour de Craigmillar                                                                               | Sir John Gilmour de Craigmillar                                     | Sir James Foulis de Colinton                                | Sir James Foulis de Colinton                             | Sir James Foulis de Colinton                             | Sir James Foulis de Colinton                             | Sir James Foulis de Colinton                             | Sir James Foulis de Colinton                             |
| Parlement 19 octobre 1669 – 3 mars 1674 | Sir John Gilmour de Craigmillar                                                                               | Sir John Gilmour de Craigmillar                                      | Sir John Gilmour de Craigmillar                                                                               | Sir John Gilmour de Craigmillar                                                                               | Sir John Gilmour de Craigmillar                                                                               | Sir John Gilmour de Craigmillar                                     | Charles Maitland de Haltoun                                 | Charles Maitland de Haltoun                              | Charles Maitland de Haltoun                              | Charles Maitland de Haltoun                              | Charles Maitland de Haltoun                              | Charles Maitland de Haltoun                              |
| Parlement 19 octobre 1669 – 3 mars 1674 | Nouvelle commission le 16 janvier 1672, pour remplacer Gilmour (décédé) et Maitland (nommé Trésorier-adjoint) |                                                                      | | | |                                                                     |                                                             |                                                          |                                                          |                                                          |                                                          |                                                          |
| Parlement 19 octobre 1669 – 3 mars 1674 | Sir James Foulis de Colinton                                                                                  | Sir James Foulis de Colinton                                         | Sir James Foulis de Colinton                                                                                  | Sir James Foulis de Colinton                                                                                  | Sir James Foulis de Colinton                                                                                  | Sir James Foulis de Colinton                                        | Sir John Nicolson                                           | Sir John Nicolson                                        | Sir John Nicolson                                        | Sir John Nicolson                                        | Sir John Nicolson                                        | Sir John Nicolson                                        |
| Convention 26 juin–11 juillet 1678 | Sir James Foulis de Colinton                                                                                  | Sir James Foulis de Colinton                                         | Sir James Foulis de Colinton                                                                                  | Sir James Foulis de Colinton                                                                                  | Sir James Foulis de Colinton                                                                                  | Sir James Foulis de Colinton                                        | Richard Maitland de Gogar,                                  | Richard Maitland de Gogar,                               | Richard Maitland de Gogar,                               | Richard Maitland de Gogar,                               | Richard Maitland de Gogar,                               | Richard Maitland de Gogar,                               |
| Parlement 28 juillet 1681 – 1 mars 1682 | Sir James Foulis de Colinton                                                                                  | Sir James Foulis de Colinton                                         | Sir James Foulis de Colinton                                                                                  | Sir James Foulis de Colinton                                                                                  | Sir James Foulis de Colinton                                                                                  | Sir James Foulis de Colinton                                        | Sir John Couper de Gogar                                    | Sir John Couper de Gogar                                 | Sir John Couper de Gogar                                 | Sir John Couper de Gogar                                 | Sir John Couper de Gogar                                 | Sir John Couper de Gogar                                 |
| Parlement 23 avril 1685 – 15 Jjuin 1686 | Sir James Foulis de Redford, later of Colinton                                                                | Sir James Foulis de Redford, later of Colinton                       | Sir James Foulis de Redford, later of Colinton                                                                | Sir James Foulis de Redford, later of Colinton                                                                | Sir James Foulis de Redford, later of Colinton                                                                | Sir James Foulis de Redford, later of Colinton                      | Sir John Maitland of Ravelrig                               | Sir John Maitland of Ravelrig                            | Sir John Maitland of Ravelrig                            | Sir John Maitland of Ravelrig                            | Sir John Maitland of Ravelrig                            | Sir John Maitland of Ravelrig                            |
| Convention 14 mars–24 mai 1689 | Sir James Foulis de Redford, later of Colinton                                                                | Sir James Foulis de Redford, later of Colinton                       | Sir James Foulis de Redford, later of Colinton                                                                | Sir James Foulis de Redford, later of Colinton                                                                | Sir James Foulis de Redford, later of Colinton                                                                | Sir James Foulis de Redford, later of Colinton                      | Sir John Maitland of Ravelrig                               | Sir John Maitland of Ravelrig                            | Sir John Maitland of Ravelrig                            | Sir John Maitland of Ravelrig                            | Sir John Maitland of Ravelrig                            | Sir John Maitland of Ravelrig                            |
| Parlement 5 juin 1689 – 30 juin 1702 | Sir James Foulis de Redford, later of Colinton                                                                | Sir James Foulis de Redford, later of Colinton                       | Sir James Foulis de Redford, later of Colinton                                                                | Sir James Foulis de Redford, later of Colinton                                                                | Sir James Foulis de Redford, later of Colinton                                                                | Sir James Foulis de Redford, later of Colinton                      | Sir John Maitland of Ravelrig                               | Sir John Maitland of Ravelrig                            | Sir John Maitland of Ravelrig                            | Sir John Maitland of Ravelrig                            | Sir John Maitland of Ravelrig                            | Sir John Maitland of Ravelrig                            |
| Par une loi du Parlement du 14 juin 1690, le comté d'Édimbourg se vit attribuer deux commissaires supplémentaires.                                                               | |                                                                      | | | |                                                                     |                                                             |                                                          |                                                          |                                                          |                                                          |                                                          |
| Sir James Foulis de Colinton (siège déclaré vacant le 25 avril 1693) | Sir James Foulis de Colinton (siège déclaré vacant le 25 avril 1693)                                          | Sir James Foulis de Colinton (siège déclaré vacant le 25 avril 1693) | Sir John Maitland de Ravelrig, plus tard (1693) Lauder de Haltoun (succéda comme comte de Lauderdale en 1695) | Sir John Maitland de Ravelrig, plus tard (1693) Lauder de Haltoun (succéda comme comte de Lauderdale en 1695) | Sir John Maitland de Ravelrig, plus tard (1693) Lauder de Haltoun (succéda comme comte de Lauderdale en 1695) | Sir Alexander Gilmour de Craigmillar                                | Sir Alexander Gilmour de Craigmillar                        | Sir Alexander Gilmour de Craigmillar                     | Sir John Clerk of Pennycuik                              | Sir John Clerk of Pennycuik                              | Sir John Clerk of Pennycuik                              |                                                          |
| Robert Craig de Riccarton | |                                                                      | Sir John Maitland de Ravelrig, plus tard (1693) Lauder de Haltoun (succéda comme comte de Lauderdale en 1695) | Sir John Maitland de Ravelrig, plus tard (1693) Lauder de Haltoun (succéda comme comte de Lauderdale en 1695) | Sir John Maitland de Ravelrig, plus tard (1693) Lauder de Haltoun (succéda comme comte de Lauderdale en 1695) | Sir Alexander Gilmour de Craigmillar                                | Sir Alexander Gilmour de Craigmillar                        | Sir Alexander Gilmour de Craigmillar                     | Sir John Clerk of Pennycuik                              | Sir John Clerk of Pennycuik                              | Sir John Clerk of Pennycuik                              |                                                          |
| Archibald Primrose de Dalmeny (créé vicomte de Rosebery en 1700) | |                                                                      | | | | Sir Alexander Gilmour de Craigmillar                                | Sir Alexander Gilmour de Craigmillar                        | Sir Alexander Gilmour de Craigmillar                     | Sir John Clerk of Pennycuik                              | Sir John Clerk of Pennycuik                              | Sir John Clerk of Pennycuik                              |                                                          |
| Robert Dundas de Arniston | |                                                                      | | | | Sir Alexander Gilmour de Craigmillar                                | Sir Alexander Gilmour de Craigmillar                        | Sir Alexander Gilmour de Craigmillar                     | Sir John Clerk of Pennycuik                              | Sir John Clerk of Pennycuik                              | Sir John Clerk of Pennycuik                              |                                                          |
| Parlement 12 novembre 1702 – 25 mars 1707 | Robert Dundas of Arniston                                                                                     | Robert Dundas of Arniston                                            | Robert Dundas of Arniston                                                                                     | Sir James Primrose de Carrington (créé vicomte de Primrose en 1703)                                           | Sir James Primrose de Carrington (créé vicomte de Primrose en 1703)                                           | Sir James Primrose de Carrington (créé vicomte de Primrose en 1703) | Sir Robert Dickson of Inveresk                              | Sir Robert Dickson of Inveresk                           | Sir Robert Dickson of Inveresk                           | George Lockhart of Carnwath                              | George Lockhart of Carnwath                              | George Lockhart of Carnwath                              |
| Parlement 12 novembre 1702 – 25 mars 1707 | Robert Dundas of Arniston                                                                                     | Robert Dundas of Arniston                                            | Robert Dundas of Arniston                                                                                     | Sir James Foulis de Colinton                                                                                  | |                                                                     | Sir Robert Dickson of Inveresk                              | Sir Robert Dickson of Inveresk                           | Sir Robert Dickson of Inveresk                           | George Lockhart of Carnwath                              | George Lockhart of Carnwath                              | George Lockhart of Carnwath                              |

## Sources
- Return of Members of Parliament (1878), Part II.
- Joseph Foster, Members of Parliament, Scotland (1882).
- Archives des parlements d'Écosse.